# Stade Bakusu
Le stade Bakusu est un espace omnisports, situé sur l'avenue Lalia à Mbandaka, en république démocratique du Congo.

## Délabrement du stade
Le 28 février 2012 il y match de la deuxième journée de la Vodacom Super League entre TP Molunge et l’ASV Club doit se jouer en principe le dimanche 4 mars au stade Bakusu à Mbandaka (Equateur). Mais les entrées de ce stade qui font face aux quartiers Mbandaka II et III n’ont pas de grilles et d’autres murs présentent des lézardes qui peuvent à la longue entrainer leur écroulement.
Interrogés, certains habitants de Mbandaka ont dit craindre pour la sécurité des spectateurs qui assisteront à ce match. Ils ont demandé au gouverneur Baende d’intervenir pour le réfectionner rapidement.
Ce dernier a indiqué que son gouvernement ne dispose pas de moyens pour une telle intervention.
En attendant, la division provinciale des Sports et Loisirs a entamé, depuis quelques jours, des travaux de marquage du terrain et d’isolement de la zone neutre au Stade Bakusu. Question de minimiser d’éventuels dégâts.
Des analystes estiment, par ailleurs, que ce match pourrait ne plus se jouer dimanche parce que V Club a donné sept de ses joueurs à l’équipe nationale qui livrera une rencontre contre les Seychelles, mercredi 29 février, dans le cadre du match aller des éliminatoires de la CAN-2013.Selon le règlement de la compétition, le club qui livre plus de cinq joueurs à la sélection nationale peut demander un report.

## Réhabilitation
Le nouvel archevêque de Mbandaka-Bikoro a pris ses le dimanche 26 janvier 2020. La cérémonie de cette prise de possession canonique a eu lieu au stade Bakusu en présence de plusieurs autorités politico-administratives venues de Kinshasa notamment le directeur de cabinet du chef de l'État, Vital Kamhere. Monseigneur Ernest Ngboko remplace à ce poste Monseigneur Fridolin Ambongo devenu archevêque de Kinshasa en 2019.